# Façade - An entertainment
Façade es una serie de poemas escritos por la poetisa británica Edith Sitwell, más conocidos en la versión orquestal Façade -An entertainment que realizó William Walton en 1922, en la que los poemas se van recitando con el acompañamiento de un pequeño grupo de músicos.
Sitwell comenzó a publicar los poemas en 1918 en la revista literaria Wheels, y cuatro años después, Walton les dio un acompañamiento musical. La pieza musical se representó por primera vez en 1923.

## Poemas de Sitwell
Los poemas escritos por Sitwell son:
- The Drum
- Clowns' Houses
- Said King Pompey
- The Bat
- Lullaby for Jumbo
- Trio for Two Cats and a Trombone
- Madame Mouse trots
- Four in the Morning
- Black Mrs Behemoth
- The Wind's Bastinado
- En Famille
- Country Dance
- Mariner Man
- The Octogenarian
- Bells of Grey Crystal
- When Cold December
- Came the Great Popinjay
- Fox Trot
- Polka
- Mazurka
- Jodelling Song
- Scotch Rhapsody
- Waltz
- Popular Song
- By the Lake
- The Avenue
- Water Party
- The Satyr in the Periwig
- Dark Song
- "I do like to be beside the Seaside"
- Hornpipe
- Something lies beyond the Scene
- When Sir Beelzebub